# 藍色水玲瓏
《藍色水玲瓏》（英語：Blue Crystal），2002年單元劇。內容多以因果報應來呈現臺灣民間的各種奇案，兼含警世教育意義。2002年12月20日於民視無線台首播。全劇播畢後，民視以《傳奇劇場》播出未播出單元。

## 開場白
在每集片頭由盛竹如吟誦。
- 開場白第一版全文：

女人是水：溫和的時候，柔情有緻，風流婉轉；發怒的時候，波瀾洶湧，辛辣狠絕。男人也是水：安分的時候，涓滴成河，以養民；暴動的時候，堤潰土崩，為禍四方。水育萬物，如影隨形；喜怒哀樂，粒粒晶瑩。天高地厚，堪嘆古今情不盡；癡男怨女，可憐陰陽債難清。鏡花水月情，玲瓏剔透心。看盡乾坤浮雲眾，輝映「藍色水玲瓏」。
- 開場白第二版全文：

水育萬物，如影隨形；喜怒哀樂，粒粒晶瑩。天高地厚，堪嘆古今情不盡；癡男怨女，可憐陰陽債難清。鏡花水月情，玲瓏剔透心。看盡乾坤浮雲眾，輝映「藍色水玲瓏」。

## 歌曲
| 曲別   | 歌名         | 作詞           | 作曲         | 演唱者         |
| 片尾曲 | 愛情的熱度   | 鄭政松         | 鄭政松       | 小辣椒         |
| 片尾曲 | 世間人       | 張燕清         | 張燕清       | 方怡萍、高向鵬 |
| 片尾曲 | 水琉璃       | 巴布           | 蕭蔓萱       | 水琉璃         |
| 片尾曲 | 問情         | 巴布           | 蕭蔓萱       | 黃思婷         |
| 片尾曲 | 蝴蝶夢       | 張燕清         | 張燕清       | 蔡小虎、龍千玉 |
| 片尾曲 | 送行         | 巴布           | 蕭蔓萱       | 翁立友         |
| 片尾曲 | 世間事       | 張燕清         | 張燕清       | 方怡萍、高向鵬 |
| 片尾曲 | 綿綿舊情     | 沈建福         | 南亞人       | 林姍           |
| 片尾曲 | 等你         | 張燕清         | 張燕清       | 龍千玉         |
| 片尾曲 | 美麗的錯誤   | 洪世峰         | 洪世峰       | 蔡小虎、龍千玉 |
| 片尾曲 | 一切隨緣     | 彭莉           | 彭莉         | 黃思婷         |
| 片尾曲 | 因為你的愛   | 張燕清         | 張燕清       | 翁立友         |
| 片尾曲 | 愛你愛伊     | 巴布           | 南亞人       | 林姍           |
| 片尾曲 | 再生緣       | 張錦華         | 張錦華       | 蔡小虎、龍千玉 |
| 片尾曲 | 錯愛         | 傑米           | 傑米         | 龍千玉         |
| 片尾曲 | 千年萬年     | 黃明洲         | 黃明洲       | 蔡小虎、龍千玉 |
| 片尾曲 | 力量         | 沈建福         | 南亞人       | 林姍           |
| 片尾曲 | 走馬燈的愛情 | 王文宗、陳泰山 | 金泓、王宗凱 | 黃思婷         |

## 外部連結
- 台娛百科上的相关条目：藍色水玲瓏
- 藍色水玲瓏官方網站 （页面存档备份，存于）
- YouTube上的藍色水玲瓏 Blue Crystal播放列表
- 四季線上影視 － 藍色水玲瓏
- LiTV － 藍色水玲瓏 （页面存档备份，存于）

## 節目的變遷
| 臺灣 民視無線台 星期五21:30-23:00            | 臺灣 民視無線台 星期五21:30-23:00            | 臺灣 民視無線台 星期五21:30-23:00 |
| -------------------------------------------- | -------------------------------------------- | --------------------------------- |
|                                              | 藍色水玲瓏 （2002年12月20日 - 2008年2月1日） |                                   |
| 人間走馬燈 （2002年5月3日 - 2002年12月13日） | 出外人生 （2008年2月18日 - ）                |                                   |